# Sven-Gunnar Jacobson
Sven-Gunnar Jacobson, född 16 september 1923 i Helsingborg, död 25 oktober  2004, var en svensk överingenjör, verksam i Sverige fram till 1960-talet då han flyttade till Schweiz.
Han föddes i Helsingborg som son till agronomen Gunnar Jacobson och Ruth Martin. 1942 tog han studenten, 1947 avlade han examen vid Kungliga Tekniska högskolan och 1950 blev han diplomerad civilekonom vid Handelshögskolan i Stockholm. Samma år tillträdde han en tjänst som direktörsassistent vid AB Rörstrands Porslinsfabrik i Lidköping varefter han blev biträdande direktör hos Tretorn Gummi und Asbestwerke i Hamburg 1953. Sven-Gunnar Jacobson var sedan överingenjör vid manufakturverksavdelningen på Avesta Jernverks AB från 1958. Han var styrelseledamot i tryckkärlskommissionen IVA.
År 1949 gifte han sig med Boel Forsell (1927–2022), syster till företagsledaren Göran Forsell och dotter till artisten Zarah Leander i hennes äktenskap med skådespelaren Nils Leander, men adopterad av hennes senare make Vidar Forsell. Boel och Sven-Gunnar Jacobson fick fyra barn: Lenah, Niklas, Ann och Malin.